# Passiflora chrysophylla
Passiflora chrysophylla là một loài thực vật có hoa trong họ Lạc tiên. Loài này được Chodat mô tả khoa học đầu tiên năm 1899.